# Mark Arm
Mark Arm, właściwie Mark McLaughin (ur. 21 lutego 1962) – wokalista i gitarzysta grunge'owego zespołu Mudhoney. Jego poprzednia grupa, Green River, zaliczana jest do pionierów nurtu grunge wraz z takimi zespołami jak m.in. Malfunkshun, Soundgarden, U-Men, Skin Yard.

## Życiorys
Jego pierwszy zespół będący zarazem pierwszym doświadczeniem z rockową sceną Seattle nazywał się Mr. Epp and the Calculations i został założony w 1980 roku, kiedy Arm uczęszczał do Bellevue Christian School. Pierwszy koncert zespołu odbył się w 1981. Grali wtedy jako support zespołu Student Nurse. Rok później wydali płytę EP. W 1983 dołączył do nich drugi gitarzysta, Steve Turner, a na rynku pojawiła się ich kaseta. Rok później zakończyli swoją działalność.
Po rozpadzie Mr. Epp and the Calculations, Mark Arm i Steve Turner, którzy zostali bliskimi przyjaciółmi, na kilka tygodni dołączyli do grupy Limp Richerds. Później zwerbowali przyszłych muzyków Pearl Jamu, Jeffa Amenta i Stone’a Gossarda oraz Alexa Vincenta do założenia zespołu Green River. Przed rozpadem Green River wydało dwa minialbumy oraz jeden album długogrający – Rehab Doll. Steve Turner opuścił grupę aby zakończyć edukację, a Arm był zmuszony do ponownego znalezienia nowego zespołu. Po powrocie Turnera z college’u założyli projekt poboczny – Thrown Ups.
Do Arma dołączyli perkusista Dan Peters i basista Matt Lukin, były członek The Melvins. Nazwali się Mudhoney. Nazwę tę zaczerpnęli z filmu z wczesnych lat 60. W 1988 Sub Pop wydało ich pierwszy singiel – Touch Me I'm Sick.